# Poecilasthena limnaea
Poecilasthena limnaea là một loài bướm đêm trong họ Geometridae.